# Нижнеакбашево
Нижнеакбашево (баш. Түбән Аҡбаш) — деревня в Кушнаренковском районе Республики Башкортостан Российской Федерации. Входит в состав Шариповского сельсовета.

## География

### Географическое положение
Расстояние до:
- районного центра (Кушнаренково): 22 км,
- центра сельсовета (Шарипово): 1 км,
- ближайшей ж/д станции (Уфа): 38 км.

## Население
| 2002 | 2009 | 2010 |
| ---- | ---- | ---- |
| 125  | ↘119 | ↗184 |